# Antonio Samorè

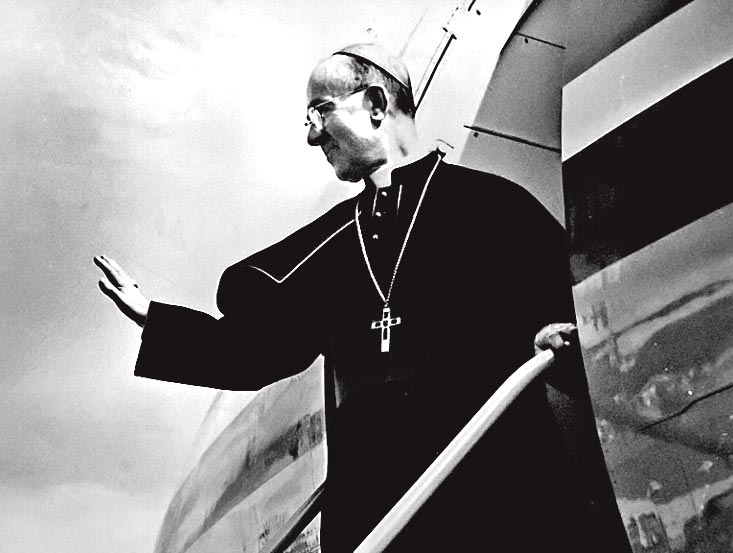
Antonio kardinaal Samorè

Antonio Samorè (Bardi, 4 december 1905 – Rome, 3 februari 1983) was een Italiaans geestelijke en kardinaal van de Katholieke Kerk.
Bardi studeerde aan het seminarie van Piacenza en aan de Pauselijke Lateraanse Universiteit in Rome. Hij werd op 10 juni 1928 priester gewijd. Hij werkte vervolgens vier jaar lang als kapelaan in Piacenza. In 1932 werd hij als secretaris toegevoegd aan de apostolische nuntiatuur in Litouwen. Hij werd in 1935 kamerheer van de paus. Van 1938 tot 1947 werkte hij als secretaris op de nuntiatuur in Zwitserland. Van 1947 tot 1950 was hij Raad bij de apostolische delegatie van de Heilige Stoel in de Verenigde Staten.
Paus Pius XII benoemde Samorè in 1950 tot titulair aartsbisschop van Ternobus en tot nuntius in Colombia. In 1953 keerde hij terug naar Rome, waar hij secretaris werd van de Congregatie voor de Buitengewone Aangelegenheden van de Kerk. Samorè nam deel aan het Tweede Vaticaans Concilie. Na het concilie werd president van de Pauselijke Commissie voor Latijns-Amerika. In die hoedanigheid had hij van paus Paulus VI de opdracht om de opkomst van de zogenaamde bevrijdingstheologie tegen te gaan. Paus Paulus creëerde hem kardinaal bij het consistorie van 26 juni 1967. De Santa Maria sopra Minerva werd zijn titelkerk. Een jaar later werd hij benoemd tot prefect van de Congregatie voor de Goddelijke Eredienst en de Regeling van de Sacramenten. In 1969 leek hij de voornaamste kandidaat om de overleden patriarch Giovanni Urbani op te volgen in Venetië, maar paus Paulus benoemde uiteindelijk Albino Luciani, de latere paus Johannes Paulus I. Tussen 1978 en 1983 trad Samorè op als speciaal gezant van paus Johannes Paulus II in de oplopende territoriale spanningen tussen Argentinië en Chili over het Beaglekanaal. Dit leverde hem zoveel dankbaarheid op aan beide zijden van de grens, dat een pas in de zuidelijke Andes tussen beide landen, naar hem werd vernoemd.
- Bibliothèque nationale de France: cb12873814w (data)
- Gemeinsame Normdatei: 1092209913
- International Standard Name Identifier: 0000 0000 6127 7186
- Library of Congress Control Number: n79041552
- Nederlandse Thesaurus van Auteursnamen: 205411274
- Istituto Centrale per il Catalogo Unico: CFIV024008
- Système universitaire de documentation: 053427874
- Virtual International Authority File: 29661470
- WorldCat: E39PBJg8CGhRxfWTjFwc6Dfpfq